# Portada/efemèride agost 27
Haile Selassie
« 26 d'agost · 27 d'agost · 28 d'agost »